# ノマーリオ
ノマーリオ（伊: Nomaglio）は、イタリア共和国ピエモンテ州トリノ県にある、人口約300人の基礎自治体（コムーネ）。

## 地理

### 位置・広がり

#### 隣接コムーネ
隣接するコムーネは以下の通り。
- アンドラーテ
- ボルゴフランコ・ディヴレーア
- セッティモ・ヴィットーネ